# Потапівка
Пота́півка — село в Україні, в Есманьській селищній громаді Шосткинського району Сумської області. Населення становить 41 осіб. До 2020 орган місцевого самоврядування — Сопицька сільська рада.

## Географія
Село Потапівка розташоване на правому березі річки Клевень, вище за течією на відстані 2,5 км розташоване село Сопич, нижче за течією на відстані 2 км розташоване село Мала Бобилівка (ліквідоване у 1988 році), на протилежному березі — село Богословка (Курської області).
Річкою Клевень пролягає кордон з Росією.

## Історія
12 червня 2020 року, відповідно до розпорядження Кабінету Міністрів України № 723-р «Про визначення адміністративних центрів та затвердження територій територіальних громад Сумської області», село увійшло до складу Есманьської селищної громади.
19 липня 2020 року, в результаті адміністративно-територіальної реформи та ліквідації Глухівського району, село увійшло до складу новоутвореного Шосткинського району.

## Населення

### Мова
Розподіл населення за рідною мовою за даними перепису 2001 року:
| Мова      | Кількість | Відсоток |
| --------- | --------- | -------- |
| російська | 41        | 100%     |

## Уродженець
- Схиархімандрит Іоанн (Маслов) (1932—1991)  — автор дисертації «Глинська пустинь. Історія обителі і її духовно-просвітницька діяльність в XVI—XX століттях» та «Глинської Патерики», що включає 140 життєписів Глинських подвижників.